# Chiesa di Sant'Antonio Abate (Toceno)
La chiesa di Sant'Antonio Abate è la parrocchiale di Toceno, in provincia del Verbano-Cusio-Ossola e diocesi di Novara; fa parte dell'unità pastorale della Val Vigezzo.

## Storia
La prima parrocchie di Toceno fu il cinquecentesco oratorio di Sant'Antonio di Padova, che all'origine era filiale della matrice di Santa Maria Assunta; il vescovo Carlo Bascapè, durante la sua visita pastorale, ordinò di costruire una chiesa più capiente.
Cosi, nel XVII secolo venne edificata la nuova parrocchiale; la struttura, ampliata tra il Settecento e il 1806, fu consacrata nel 1824 dal vescovo di Novara Giuseppe Morozzo Della Rocca.

## Descrizione

### Esterno
La facciata a capanna della chiesa, rivolta a nordovest e anticipata dal pronao caratterizzato da archi a tutto sesto sorretti da colonne e pilastri, presenta al centro il portale d'ingresso e, sopra, il rosone e un oculo.
Annesso alla parrocchiale è il campanile a base quadrata, costruito nel 1607; la cella presenta su ogni lato una monofora.

### Interno
L'interno dell'edificio, che si compone di un'unica navata in stile neoclassico, è scandita da lesene e presenta delle cappelle laterali introdotte da archi a tutto sesto; al termine dell'aula si sviluppa il presbiterio, rialzato di alcuni gradini e chiuso dall'abside.
Qui sono conservate diverse opere di pregio, tra le quali gli affreschi del presbiterio raffiguranti la Nascita di Gesù e l'Adorazione dei Magi, eseguiti da Lorenzo Peretti, dello stesso autore l'ancona con le Tentazioni di Sant'Antonio, l'altare maggiore, costituto nel XVIII secolo, una croce risalente al 1749, collocata su un altare laterale, e l'affresco della cupola con soggetto la Gloria di Sant'Antonio, dipinto da Carlo Maria Gasparoli tra il 1840 e il 1841.